# Theodor Thorer

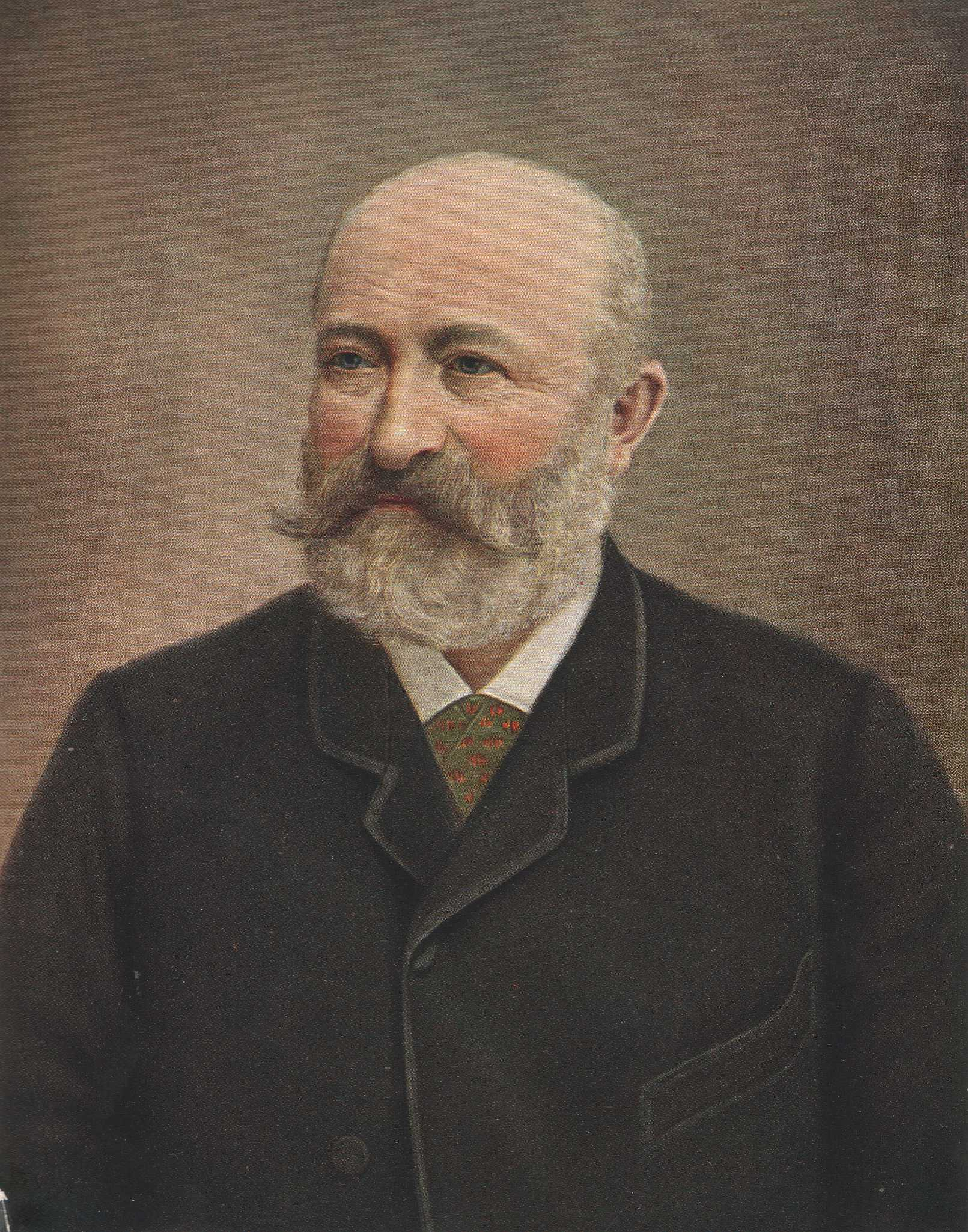
Theodor Thorer

Theodor Thorer (* 26. Juni 1828 in Görlitz; † 31. März 1894 in Leipzig), Kürschner aus Görlitz, gründete die bedeutende Rauchwarengroßhandlung Theodor Thorer, die auf dem Leipziger Brühl angesiedelt war. Das Unternehmen gehörte zu den führenden Unternehmen der europäischen Pelzbranche.

## Werdegang und Unternehmen

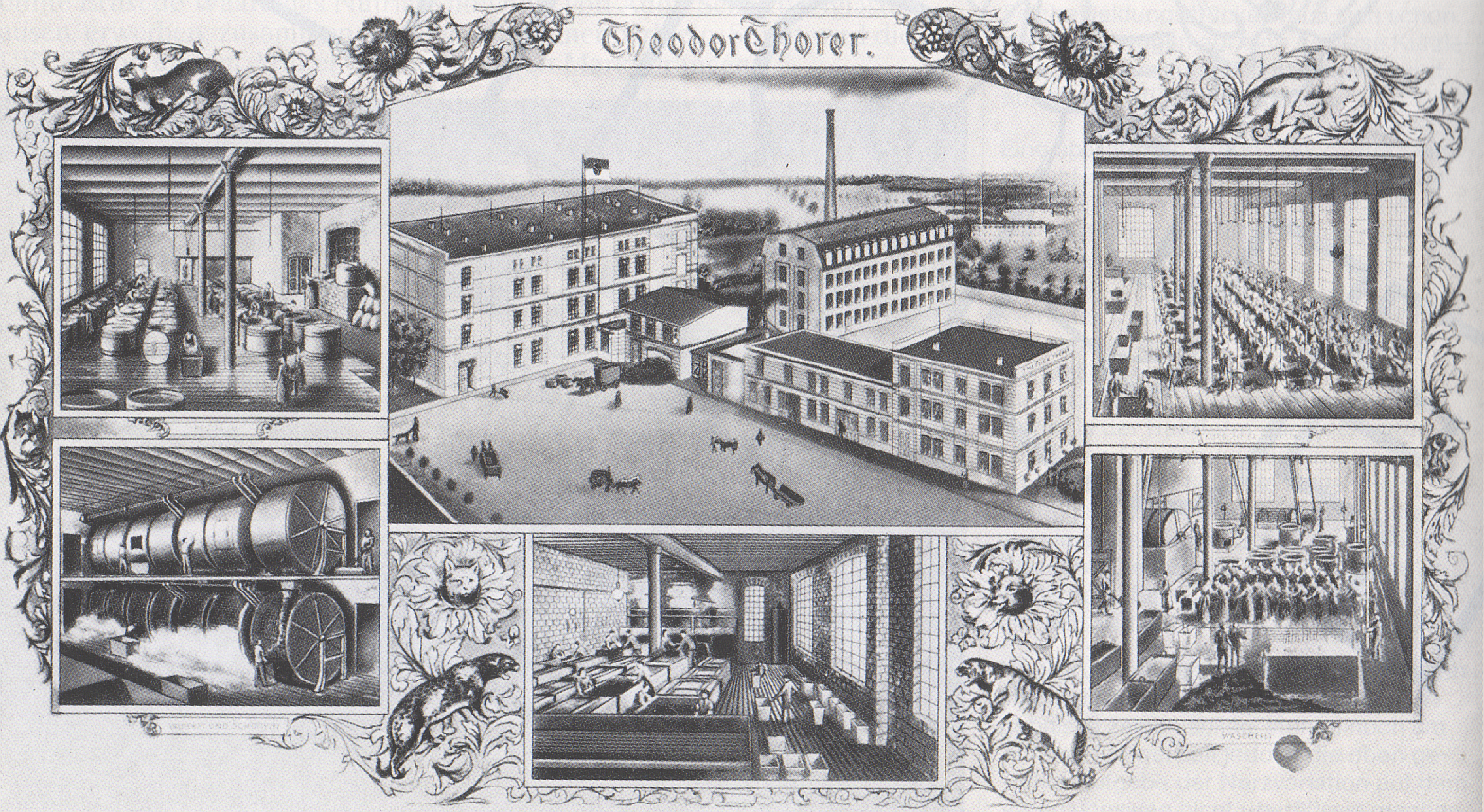
Firmenpostkarte „Theodor Thorer“ von 1893

Die Kürschnertradition der Familie Thorer reicht weit in die Vergangenheit zurück. Im Kirchenbuch der Stadt Gera befindet sich bereits eine Eintragung vom 10. August 1618, dass der Kürschnermeister Hans Georg Thorer (auch Tohrer geschrieben) sich mit Katharina Puschel vermählt hat.
Theodor Thorer war Sohn des Ernst Friedrich Thorer (* 20. März 1799; † 1. Juli 1878) und der Florentine Gottliebe Franke (* 7. Februar 1799), die am 17. Mai 1824 in Görlitz getraut wurden. Der Großvater war der Görlitzer Kürschnermeister Tobias Friedrich Thorer (* 21. April 1732 in Gera; † 22. Mai 1800 in Görlitz), der im Rahmen seiner Wanderschaft nach Görlitz gekommen war und sich dort niedergelassen hatte.
Theodor Thorer heiratete am 6. Juni 1854 in Gera Ernestine Emma Hofmann (* 5. Juni 1834).

### Gründerzeit (1853–1871)

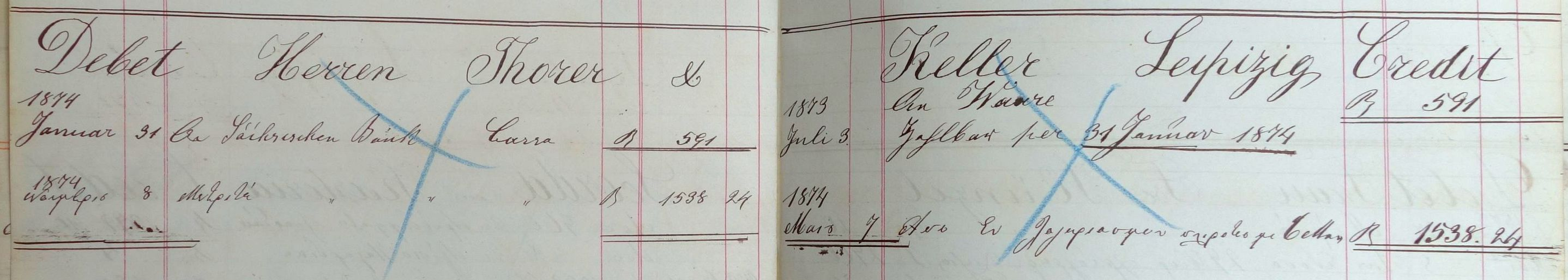
Eintragung im Hauptbuch des Leipziger Rauchwarenhändlers Naoum Dedo: Thorer & Keller (1874)

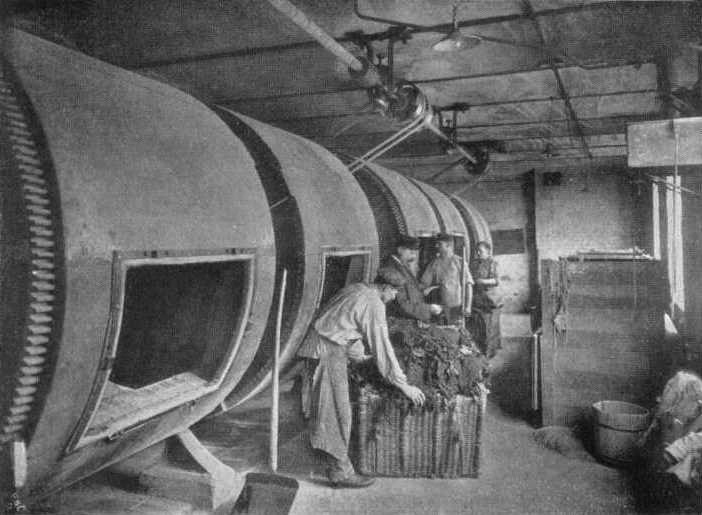
Reinigungsmaschinen für Felle im Hause Thorer, Anfang 20. Jahrhundert

Als ältester Sohn übernahm Theodor Thorer im Jahr 1853 das väterliche Kürschnergeschäft in Görlitz, heute die östlichste deutsche Stadt. Es war das bedeutendste Geschäft am Platz, es betrieb nicht nur die Kürschnerei, sondern versorgte auch die Kürschner der Umgegend mit Rauchwaren. Thorers Ausbildung fand nicht nur in Deutschland, sondern auch in anderen Ländern, vor in allem England und Frankreich, statt. Das Unternehmen wurde nach Thorers Wegzug noch viele Jahre von seinem Werkführer als J. Wagner, Theodor Thorer Nachf. in Görlitz weitergeführt.
Der Ausbau der internationalen Geschäftsbeziehungen führte zur Verlagerung nach Gohlis, zu der Zeit noch ein Vorort von Leipzig, damals ein Zentrum des internationalen Pelzhandels. Er eröffnete in der Rauchwarenhalle in Leipzig ein Unternehmen für Rauchwaren, das er unter dem Firmennamen Theodor Thorer führte. 1872 trat Ernst Louis Keller in die Firma ein, die sich für fünf Jahre Thorer & Keller nannte. In Anbetracht der Tatsache, dass inzwischen drei Thorersöhne im Betrieb tätig waren, hatte sich Theodor Thorer entschlossen, mit ihrer Hilfe den Betrieb weiter zu führen und die Option auf eine Verlängerung der Teilhaberschaft nicht wahrzunehmen. Für eine Betriebsvergrößerung war zuvor das Grundstück Brühl 70 erworben worden. Der Schwerpunkt des Geschäfts lag anfangs beim Handel mit kanadischen Pelzen, seit den 1880er Jahren kamen zunehmend russische und asiatische Felle dazu. Zur gleichen Zeit (1883) richtete Thorer Werkstätten für die Zurichtung (Gerben) und das Färben, hauptsächlich von Karakulfellen (Persianer), ein. Später erfolgte eine Erweiterung durch die Übernahme der früheren Zacharias'schen Zurichterei.

### Internationale Expansion bis zum Zweiten Weltkrieg (1872–1945)

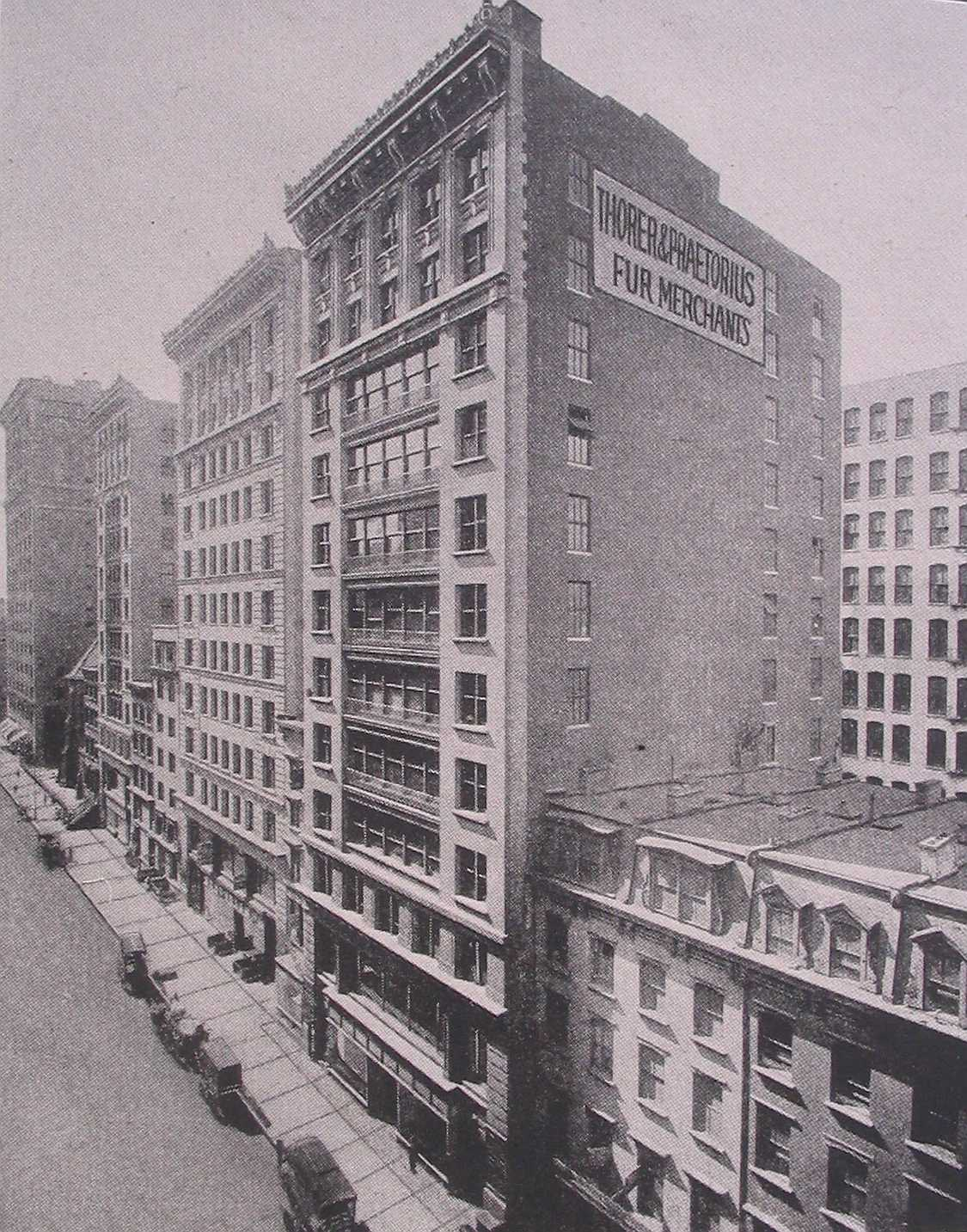
New Yorker Filiale (vor 1912)

Die Ausbildung der Söhne Theodor Thorers, die das Unternehmen übernehmen sollten, richtete sich nach dem ihnen zugedachten Teil des Unternehmens. 1883 traten sie als Teilhaber in das Geschäft ein. Die ältesten zwei Söhne wurden nach England und Kanada geschickt, um die nordamerikanischen Interessen des Unternehmens zu vertreten. Paul Thorer (dritter Sohn) wurde auf die Übernahme des Russlandgeschäfts vorbereitet. Theodor Alexander Thorer (vierter Sohn) gründete 1884 in St. Paul (Minnesota, USA) eine Theodor Thorer-Filiale. 1890 folgte mit Carl Praetorius die Gründung einer „Transatlantic Fur Company Limited“ in New York. Beide Niederlassungen handelten vor allem mit Persianerfellen.
Theodor Thorer setzte sich 1892 in Leutzsch, heute ebenfalls zu Leipzig gehörend, zur Ruhe. Die Thorerstraße, heute Paul-Michael-Straße, erinnerte eine Zeitlang an sein dortiges Wirken. Seine drei ältesten Söhne führten das Unternehmen als Teilhaber gemeinsam weiter, bis Ernst Alfred und Theodor Curt ausschieden. Paul Thorer nahm Carl Praetorius als neuen Teilhaber in das Unternehmen auf. 1907 kam mit Paul Hollender, der eigentlich die Pelzseiden-Weberei G. Hollender Söhne seiner Familie übernehmen wollte, ein Schwiegersohn als Teilhaber hinzu: Hollender hatte im selben Jahr Paul Thorers Tochter Ella Maria geheiratet. Als Folge des Ersten Weltkriegs und der nachfolgenden Revolution in Russland gingen die Quellen für Felle von dort erst einmal verloren. In den USA musste 1917 die Theodor Thorer Inc. mit Verlust verkauft werden.
Durch die Initiative von Paul Thorer wurde im Jahr 1903 das bis dahin nur in Russland und Afghanistan beheimatete Karakulschaf, der Lieferant des Persianerfells, nach Deutschland importiert. Von hier aus verbreitete sich die Zucht über die ganze Welt. Vor allem aber wurden Persianerfelle, wiederum auf Anregung und unter Mitwirkung Thorers, unter dem sehr viel späteren Handelsnamen Swakara einer der wesentlichen Wirtschaftsartikel des damaligen Deutsch-Südwestafrikas, dem heutigen Namibia.
Nach Ende des Krieges wurde unter der Firmenbezeichnung Thorer & Hollender Inc. eine Filiale in New York neu gegründet. 1920 wurde das selbständige Unternehmen Thorer & Co. gegründet, in das die Pelzzurichterei und -färberei überführt wurden. Unter „Theodor Thorer“ verblieben die Handelsaktivitäten.
Der Enkel von Theodor Thorer, Herbert Schönburg (* 12. September 1885; † 12. Juli 1951), trat Ostern 1905 als Volontär in die Zurichterei und Färberei-Abteilung des Stammhauses in Lindenau ein. An diese praktische Schulung schloss sich ein mehrjähriges Studium an den führenden Fachschulen in Krefeld und Mühlhausen im Elsass an. Schon in jungen Jahren wurde er in Lindenau mit der Werksleitung betraut. Zusammen mit seinem Onkel Max Thorer leistete er dort erfolgreiche Pionierarbeit in der Ausarbeitung völlig neuer Pelz-Zurichtungsmethoden. Als Anfang 1920 die Fabrikationsabteilung der alten Familienfirma Theodor Thorer abgetrennt wurde, trat Schönburg in die neue Firma als Gesellschafter und Juniorchef ein. Nach der bisher schon stetigen Aufwärtsentwicklung nahmen die beiden Schwesterfirmen jetzt einen ungeahnten, ja stürmischen Aufschwung. Insbesondere der deutschen Pelzveredlungsindustrie war es zu verdanken, dass nach dem Ersten Weltkrieg die Leipziger Rauchwarenindustrie mit ihren innovativen Produkten so schnell wieder eine in der Welt führende Rolle übernahm. Als im Jahr 1925 Schönburgs Onkel und Seniorpartner Max Thorer starb, wurde er der älteste der geschäftsführenden Teilhaber. An Max Thorers Stelle trat 1925 das eingeheiratete Familienmitglied Rudolph F. W. Sack (* 1893; † 31. August 1954), der sich vor allem um die innerbetrieblich kaufmännische Leitung kümmerte, während Schönburg die Repräsentation und kaufmännische Führung nach außen übernahm. Der einzige Sohn Christian Schönberg, eigentlich als Nachfolger vorgesehen, blieb 1944 in Russland vermisst. Nach 46 Jahren Branchenzugehörigkeit starb Herbert Schönburg im Jahr 1951.
1920 schlossen Paul Thorer, Paul Hollender und Arndt Thorer († 9. Juni 1937) einen Gesellschaftsvertrag, der die Erbfolge regelte. Über Paul Hollender, der sowohl Mitinhaber von Theodor Thorer wie Thorer & Co. war, waren die Thorer'schen Unternehmen in der örtlichen Handelskammer und im Vorstand der Gesellschaft der Freunde der Handelshochschule Leipzig (HHL) vertreten. Hollender war Ehrendoktor und Ehrensenator der HHL. Es wurde eine „Theodor-Thorer-Stiftung“ zu Gunsten von Studierenden der HHL eingerichtet.

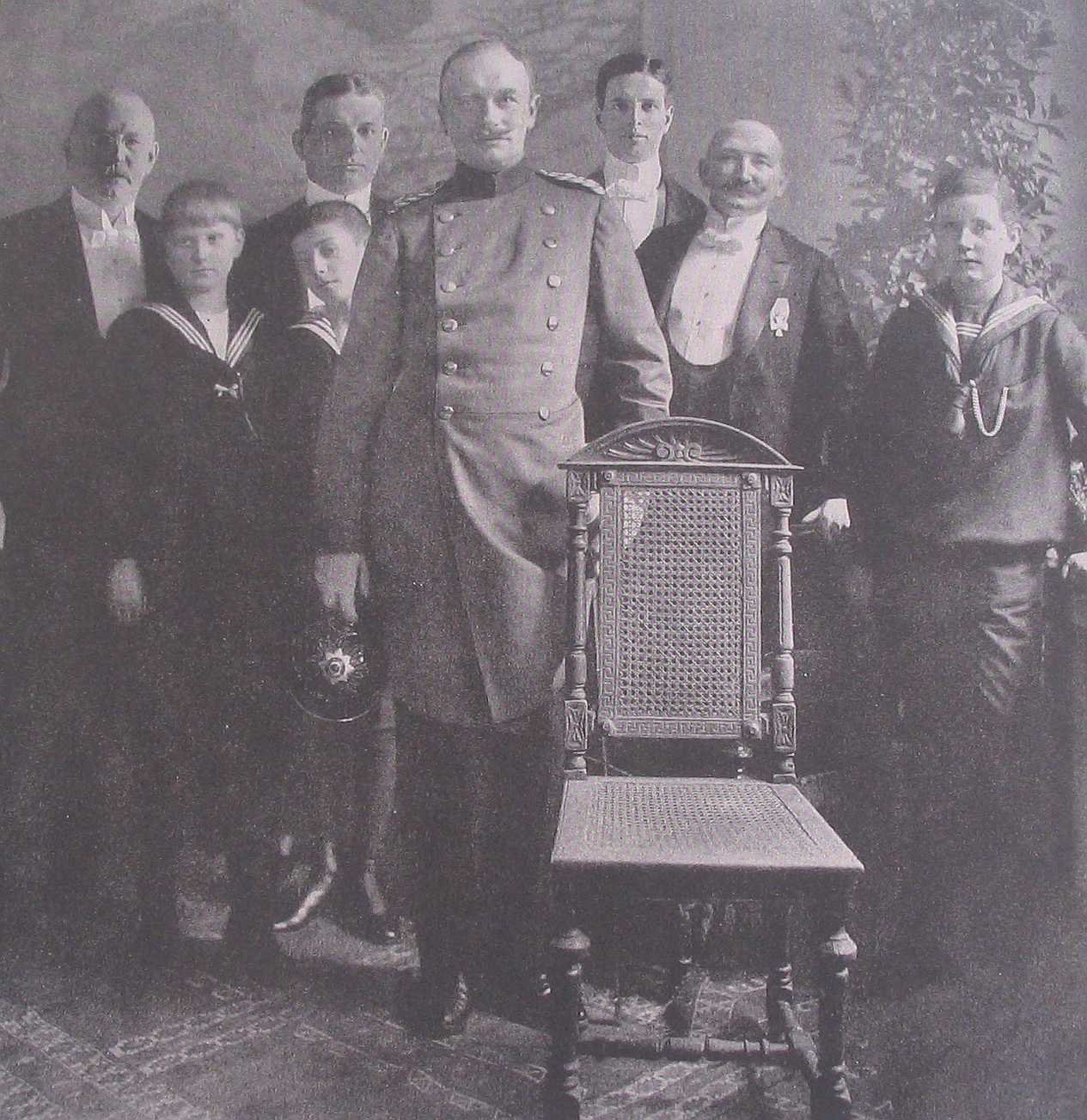
König Friedrich August von Sachsen besucht das Unternehmen (1908)

Eine Verkaufsvertretung kam 1923 in London hinzu (Raw Furs Ltd.). 1925 trat Rudolf Sack als eingeheiratetes Familienmitglied bei Thorer & Co. ein. Eine weitere Gründung erfolgte 1931 in Paris (S.A. de Pelleteries Productions Theodor Thorer); im selben Jahr wurde die erste Wort-Bildmarke für „Thorerfarbe Leipzig“ eingetragen. Am 5. März 1928 besuchte Amanullah Khan, der König von Afghanistan das Unternehmen Theodor Thorer.
Die Weltwirtschaftskrise zu Beginn der 1930er Jahre machte der südafrikanischen Vertretung wegen der Devisenbeschränkungen zu schaffen. Konnte Thorer zuvor nahezu monopolartig alle namibischen Felle nach Leipzig leiten, übernahmen nun London und New York bedeutende Teile des Handels mit Karakulfellen.
Die Firma Theodor Thorer gehörte während der Zeit des Nationalsozialismus zum Südwestafrika-Ausschuß der „Gruppe deutscher Kolonialwirtschaftlicher Unternehmungen“ der Reichswirtschaftskammer. Noch 1939/40 wurden mit Staatsunternehmen der UdSSR (Sojuzpushnina) Vereinbarungen über den Fellexport getroffen. Während des Zweiten Weltkriegs wurden hauptsächlich Rüstungsaufträge bearbeitet. Thorer & Co. beschäftigte Arbeitskräfte der Leipziger Lager Lager Engel und Ostarbeiterlager „Riga“. Im Juni 1941 wurde das Unternehmen als Rüstungsbetrieb anerkannt. Im Februar 1943 wird die Eintragung eines neuen Rauchwaren-Veredlungsbetriebes Thorer & Co im Generalgouvernement in Warschau, der bereits den Betrieb aufgenommen hatte, veröffentlicht.

### Nachkriegszeit (1945–1994)

#### Enteignung in Leipzig und DDR-Nachfolgeunternehmen

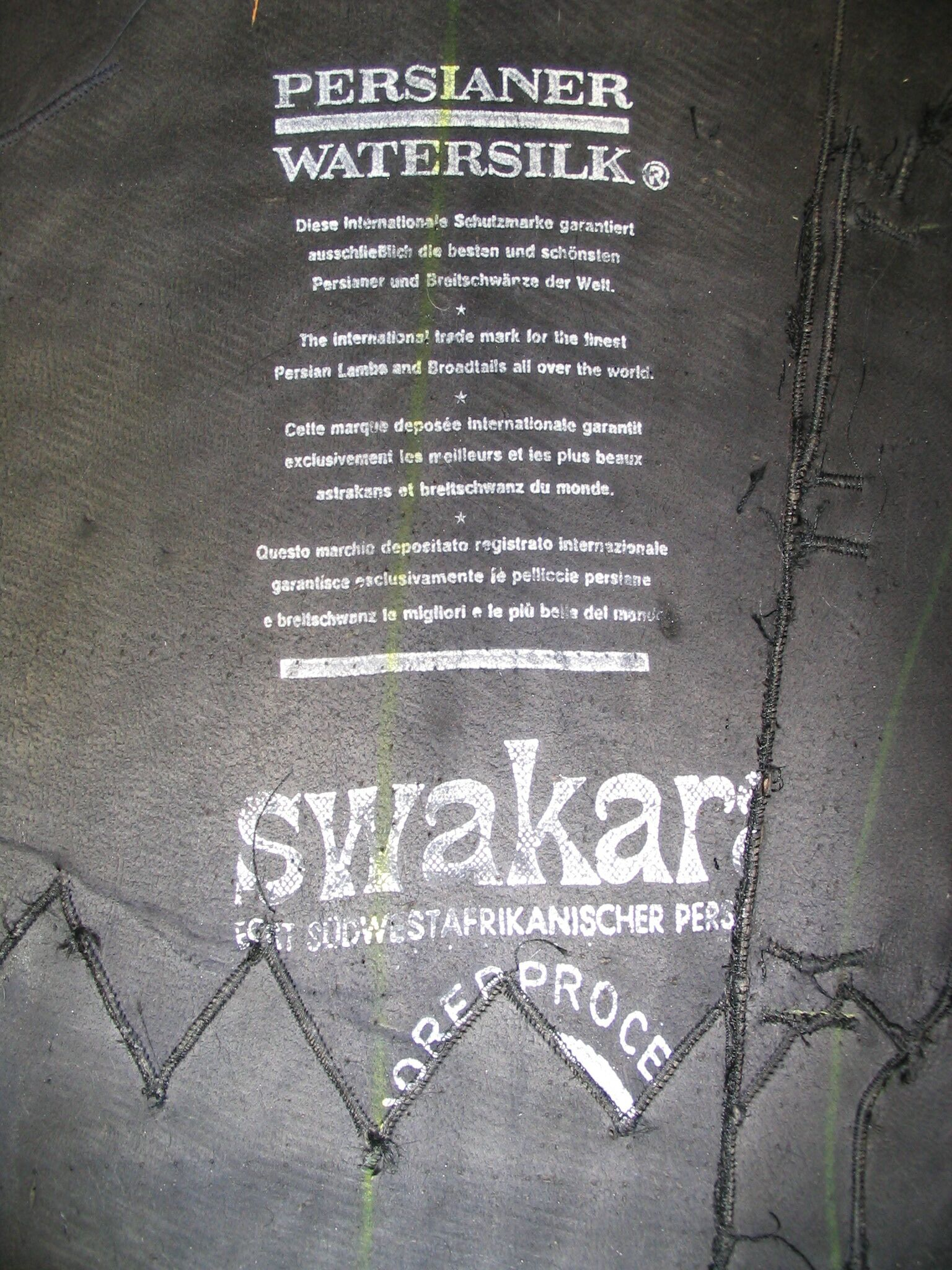
Nach dem Thorer Process zugerichtetes Swakara-Fell (Markenzeichen unten)

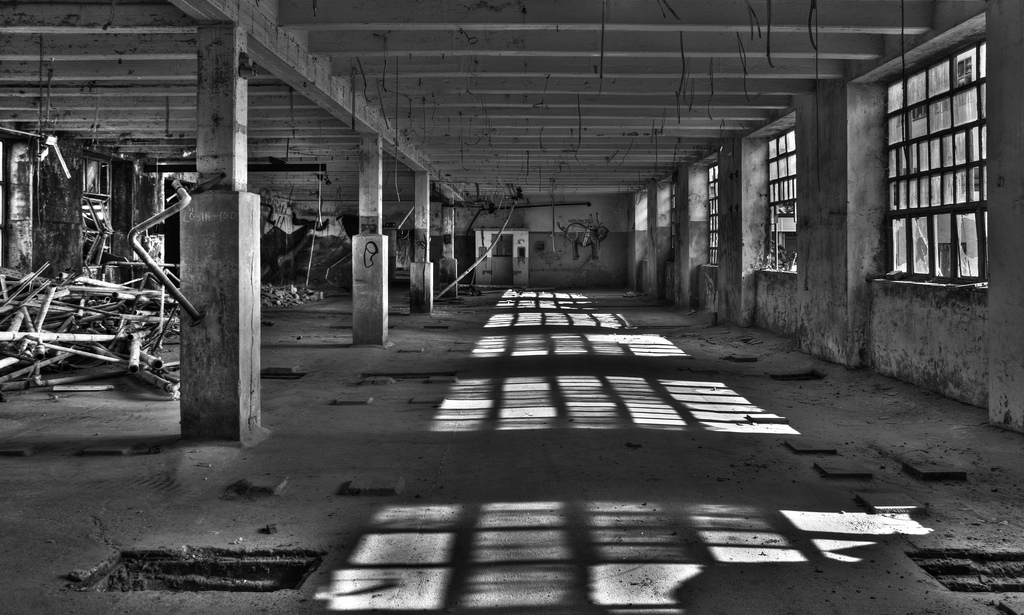
Das Thorer-Gebäude in Offenbach am Main stand seit 1994 mehrere Jahre leer

Anfang Juni 1945 wurde in Hamburg das neue Unternehmen „Thorer & Hollender KG“ gegründet, um sich auf eine Enteignung vorzubereiten. Am 25. Januar 1946 in der DDR noch als „herrenloser Betrieb“ bezeichnet, hatte Thorer in ihrem vom Krieg unbeschädigt gebliebenen Gebäudekomplex zu der Zeit etwa 120 Mitarbeiter. Noch im selben Jahr wurde der Leipziger Betrieb verstaatlicht. In Leipzig entstand 1946 der VEB Edelpelz Leipzig als Rauchwarenzurichterei und Färberei. Der VEB hatte insgesamt vier Werke; Werk I war in den Räumen von Thorer & Co. und der zu Theodor Thorer gehörenden Tierhaarverwertung Rödiger & Quarch untergebracht. Das in Leipzig verbliebene Eigentum des Handelshauses Theodor Thorer wurde in den VEB Stadtpelz überführt.

#### Neuanfang und Ende in Westdeutschland

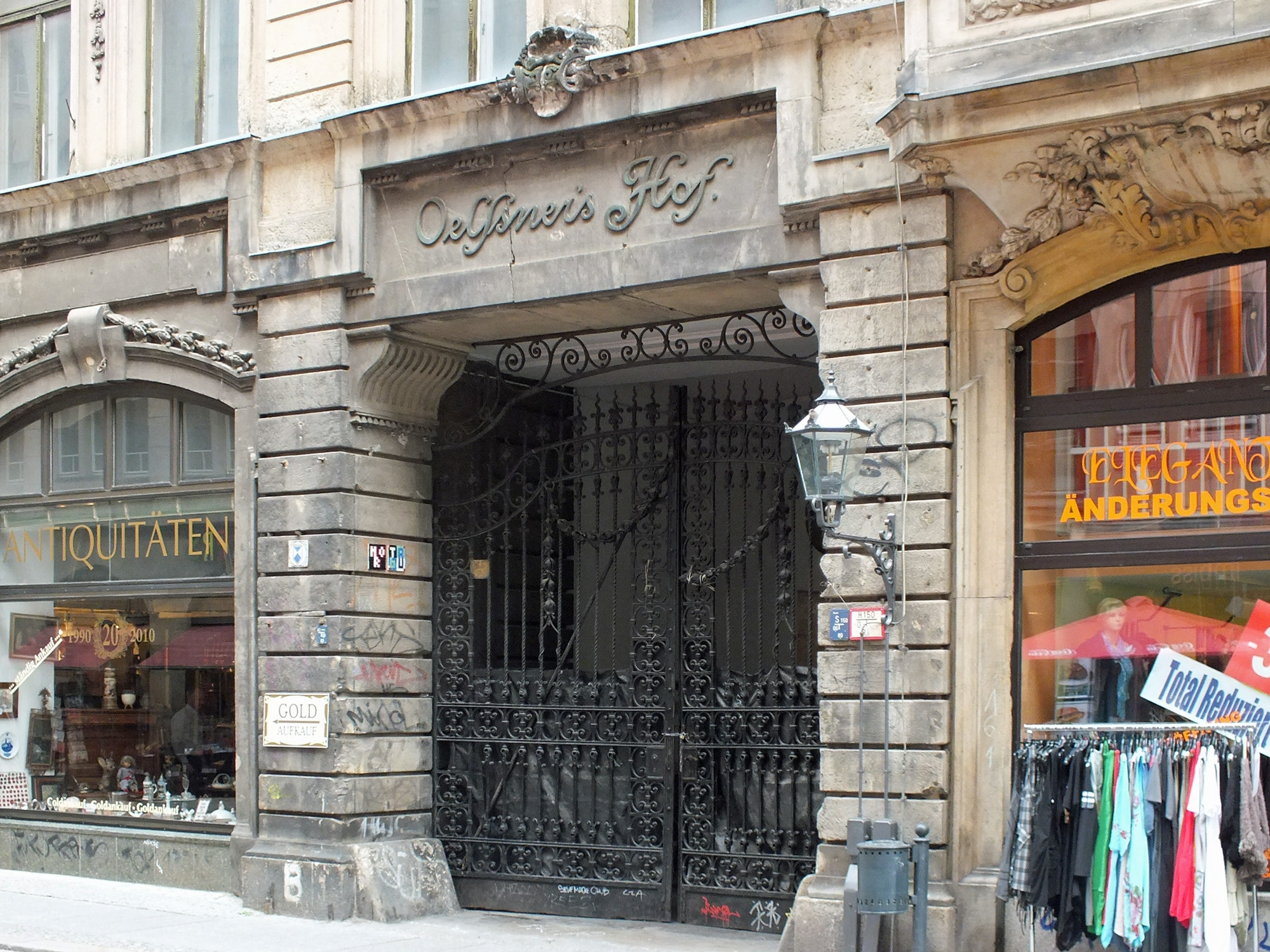
In Oelßners Hof, Leipzig-Ritterstraße, wurden früher Pelze gehandelt. Das Gebäude gehörte bis 1946 der Familie Thorer

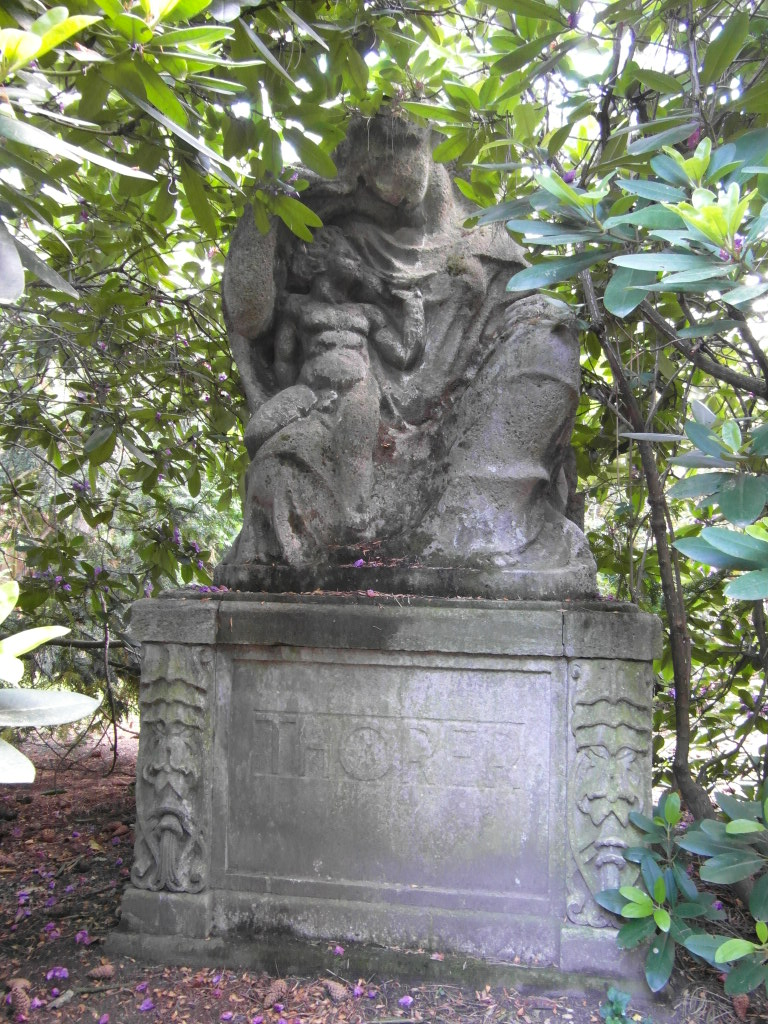
Grabmal der Familie Thorer auf dem Leipziger Südfriedhof

Geschäftsführender Gesellschafter des in Westdeutschland neu gegründeten Unternehmens wurde Paul Hollender. Die Thorer-Erben waren noch unmündig und nur indirekt als Kommanditisten vertreten. Noch im Jahr der Enteignung wurde in Offenbach am Main wieder eine Zurichterei betrieben. 1950 starb Paul Hollender; ab 1951 wurde das Unternehmen als Offene Handelsgesellschaft (OHG) geführt. In die OHG traten Oskar Volkmann, Mann der Witwe Walter Hollenders, und Jürgen Thorer als persönlich haftende Gesellschafter ein. Ebenfalls 1951 wurde in Südafrika die Thorer Fur Processing Company of South Africa Ltd. gegründet und die Wortmarke „Thorer“ sowie die Wort-Bildmarke „Thorerfarbe TC“ eingetragen.
In den Jahren nach 1960 eröffnete Thorer mehrere Betriebe zur Pelzreinigung („Thorer Finish“, West-Berlin, Hamburg, Velbert, Oberpframmern). Das Unternehmen expandierte 1967 nach Sulzbach, 1978 wurde ein Werk in Mühlheim am Main (Lederindustrie Dietesheim) übernommen. 1980 meldete die Thorer & Co. GmbH & Co. eine Wort-Bildmarke für den „Thorerprozess“ an. Gegen Ende der Geschäftstätigkeit bestanden Filialbetriebe der Rauchwarenveredlung und -zurichtung in Irland und Südwestafrika.
1984 verunglückte Gerhard Spitzner (* 1938; † 15. April 1984), 1961 als Praktikant in das Unternehmen eingetreten, später Mitinhaber und stellvertretender Geschäftsführer von Thorer & Co. auf dem Offenbacher Werksgelände im Alter von nur 46 Jahren auf „schreckliche Art“ tödlich. Der genaue Ablauf des Unglücks konnte nicht geklärt werden. Bereits sein Vater, Karl Walter Spitzner, verheiratet mit einer Tochter Paul Hollenders, war in leitender Position im Hause Thorer tätig. Er hatte 1950 die Thorer-Firmen in Süd- und Südwestafrika, heute Namibia, als Managing-Director übernommen. Im gleichen Jahr starb auch der 1951 in die Firma eingetretene, sich seit sechs Jahren im Ruhestand befindliche Geschäftsführer und Mitinhaber Hans Nill (* 11. Februar 1915 in Nürnberg; † 8. Juli 1984).
Die Familie Thorer bewarb sich nach der Wiedervereinigung um den Kauf der Leipziger Immobilie Oelßners Hof. Laut Pat Allalemdjian von der Allalemdjian Fur Corp. hatte die Familie Thorer vor 1920 ihren Anteil an Oelßners Hof an seine Familie verkauft. Er schrieb 1993 im Auftrag seiner Familie: „Eigentlich ist es kein Zurückkauf der Thorer-Familie, sondern eher ein Kauf eines Grundstückes im Auftrag von Drittpersonen, dessen Besitzverhältnisse in den Jahren 1933 bis 1945 noch nicht geklärt sind“.
In seiner Blütezeit beschäftigte das Unternehmen über 600 Arbeitskräfte bei einem Umsatz von 30 Millionen DM. In den 1980er Jahren setzte eine Krise in der deutschen Pelzindustrie ein. In den ersten 1990er Jahren verzeichnete Thorer einen Verlust von jährlich 2 Millionen Mark bei zunehmender Tendenz. Nachdem man monatelang vergeblich versucht hatte, das große Betriebsgrundstück (140.000 m²) zu einem akzeptablen Preis zu verkaufen, erklärte das zu der Zeit als Thorer & Co. GmbH geführte Unternehmen im Jahr 1994 seinen Konkurs. 154 Mitarbeiter verloren ihre Arbeitsplätze, Das Thorer-Gelände an der Mühlheimer Straße in Offenbach blieb anschließend mehrere Jahre ungenutzt.
Unter dem Namen Thorer & Co Cleaning GmbH firmierte in Berlin noch bis 2012 der letzte der Thorer-Pelzreinigungsbetriebe.

## Vermischtes
Unter der Überschrift „Fürstliche Geschenke in der Pelzindustrie...“ veröffentlichte ein Fachblatt im Jahr 2004 folgenden Hinweis eines Branchenmitglieds: Bei einer Antiquitätenversteigerung des Auktionshauses Arnold wurde am 20. November ein Jubiläumsgeschenk der russischen Auktionsgesellschaft, später als Sojuzpushnina bekannt, versteigert. Das Geschenk erfolgte anlässlich des 50-jährigen Firmenjubiläums des alten Handelshauses Theodor Thorer, Leipzig, im Jahre 1912. Es handelte sich um ein versilbertes Schiffsmodell mit einer Rettungsdarstellung, gearbeitet vom Hoflieferanten des Zaren, Ivan Petrovitsch Chlebnikov, der zu seiner Zeit angesehener als Fabergé war. Ein russischer Telefonbieter erwarb das Teil zu dem „sensationellen Preis“ von 20.000 €.